# Чулимо-Енисейска котловина
Чулѝмо-Енисѐйската котловина, Енисейско-Чулимска котловина или Северно-Минусинска котловина (на руски: Чулымо-Енисейская котловина, Енисейско-Чулымская котловина, Северо-Минусинская котловина) е северната част на обширната междупланинска Минусинска котловина разположена в югозападната част на Красноярски край и североизточната част на Република Хакасия в Русия. На изток е ограничена от планината Западни Саяни, на запад – от планината Кузнецки Алатау, на север – от Солгонското възвишение и на юг – от Батеньовското възвишиние.
Релефът е предимно хълмист, а на юг – хълмисто-ридов. Надморската височина варира от 170 m на североизток до 500 – 550 m в периферните части. Изградена е основно от пясъчници, конгломерати, шисти и ефузивни скали с палеозойска, а също и с мезозойска възраст, с които са свързани находищата на кафяви въглища.
По източната периферия на котловината протича река Енисей, а в централната и западната част – река Чулим (десен приток на Об). За нея са характерни широки понижения (ували), заети от голямо количество сладководни и солени езера (Шира, Бельо, Тиркал и др.).
В южната част на котловината широко са разпространени типичните злакови степи, развити върху южни и обикновени черноземи, а на север и по перифериите – лесостепи върху излужени черноземи и сиви горски почви. Чулимо-Енисейската котловина е един от важните селскостопански райони на Южен Сибир.

## Топографска карта
- N-45-А, М 1:500 000[3]